# 니니 로소

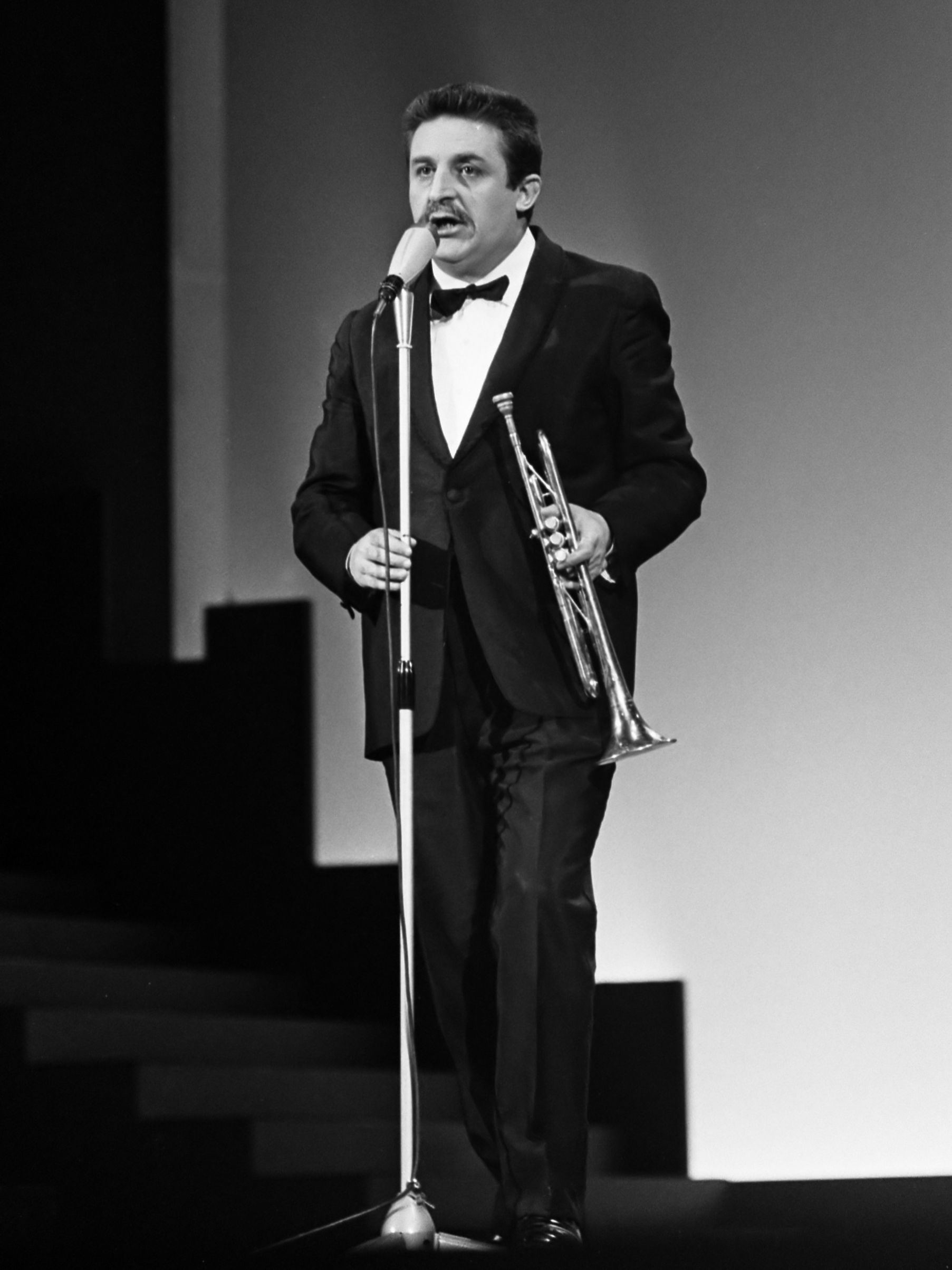
1969년

니니 로소(Raffaele Celeste "Nini" Rosso, 1926년 9월 19일 ~ 1994년 10월 5일)는 이탈리아의 재즈 트럼펫 주자이자 작곡가이다.

## 생애
이탈리아 파퓰러 음악계의 대표적인 트럼펫 주자이다. 산 미켈레 몬도비에서 태어났다. 부친은 서커스의 트럼펫 주자였다. 1940년대의 중엽부터 주둔 미군의 클럽 등에서 연주를 하였으며 1957년에 악단을 이끌고 유럽 각국에서 인도에 이르기까지 순회공연을 가졌다. 귀국 후에는 라디오 및 레코드에서 인기를 획득, 1962년에 <저녁놀의 트럼펫>으로 대스타가 되었다. 뿐만 아니라 그는 영화음악에도 관계를 가졌으며, 노래솜씨도 훌륭하였다.